# 吉田町
吉田町（日语：／ Yoshida chō */?）為位于靜岡縣中部，大井川河口西側的町。
- OpenStreetMap上有關吉田町的地理

34°46′N 138°15′E / 34.767°N 138.250°E